# Paris la Défense
Paris La Défense - Une Ville en Concert fu un concerto di Jean-Michel Jarre tenuto nel distretto di La Défense a Parigi nel Giorno della Bastiglia, 14 luglio 1990, festa nazionale francese. Circa 2.5 milioni di persone assistettero all'evento, il che valse a Jarre il secondo ingresso nel Guinness World Record come maggior concerto all'aperto di sempre. Il concerto fu finanziato da Mairie De Paris, Ministro della Cultura e simbolo dell'attività economica parigina di alto profilo. Più tardi vennero pubblicati una videocassetta dell'evento e un libro fotografico.
Durante lo show vennero eseguiti nuovi brani provenienti dall'album Waiting for Cousteau, e ci fu una scenografia con varie marionette di grandi dimensioni ideate da Peter Minshall.

## Tracklist
- Waiting For Cousteau (sfondo musicale prima dell'inizio del concerto)
- Paris La Defense
- Oxygene 4
- Equinoxe 4
- Equinoxe 5
- Souvenir de Chine / Souvenir of China
- Les Chants Magnetiques II / Magnetic Fields II
- Ethnicolor
- Ethnitransition
- Zoolookologie
- Revolution, Revolutions
- Second Rendez-Vous
- Calypso 2
- Calypso 3 - Fin De Siécle
- Calypso
- Fourth Rendez-Vous
- Calypso (bis)

## Musicisti
- Jean-Michel Jarre: Sintetizzatori
- Michel Geiss: Sintetizzatori
- Francis Rimbert: Sintetizzatori
- Dominique Perrier: Sintetizzatori
- Frederick Rousseau: Sintetizzatori
- Sylvain Durand: Sintetizzatori
- Guy Delacroix: Basso, sintetizzatori
- Christophe Deschamps: Batterie e percussioni
- Dino Lumbroso: Batterie e percussioni
- Christine Durand: Voce soprano
- Larbi Ouechli: Voce in arabo
- Amoco Renegades (diretto da Jit Samaroo): Percussioni metalliche
- Les Choeurs Des Hauts De Seine (diretto da Bruno Rossignol): Coro
- Al Mawsili: Orchestra araba classica

## Strumentazione
- ARP 2500
- ARP 2600
- Elka AMK8
- Elka Synthex
- Elka MK-88
- EMS Synthi AKS
- EMS VCS3
- Korg M1REx
- Korg T3
- Roland D-50
- Roland D-550
- Roland D-70
- Roland MKS 80
- Akai S1000
- Roland S-550
- Yamaha KX-5
- LAG Circulaire
- Arpa lasaer
- LAG Mad Max II
- LAG Insecte
- ARP Sequencer
- Alesis Quadraverb
- Alesis 1622
- MIDI Tap Lone Wolf
- Atari ST4
- Unitor C.Lab
- Pearl Drums
- Pad Pearl
- Basse Musikmaker